# ATM (film)
Pour les articles homonymes, voir ATM.
Pour plus de détails, voir Fiche technique et Distribution.
ATM est un film d'horreur américano-canadien réalisé et monté par David Brooks et sorti le 17 février 2012.

## Synopsis
Corey et David sont collègues au sein d'une banque. À l'occasion de la fête de Noël de leur entreprise, David tente à nouveau sa chance auprès d'Emily, dont il semble épris. Il propose de la déposer chez elle, mais Corey insiste lourdement pour se faire raccompagner en premier, et pour que la compagnie de ses deux collègues se prolonge autour d'une pizza, Corey demande à pouvoir tirer de l'argent au distributeur le plus proche : un sas ATM isolé au milieu d'un parking.
En voulant ressortir, ils sont effrayés par un homme mystérieux, vêtu d'une doudoune, attendant devant la porte. Mais ce dernier, assassine froidement un civil qui promenait son chien dans les alentours. Horrifié par la scène, les trois collègues savent ce qui les attend s'ils sortent. En attendant, ils sont piégés dans le sas, sans téléphone, ni chauffage.

## Fiche technique
- Titre : ATM
- Titre original : ATM
- Réalisation : David Brooks
- Scénario : Chris Sparling
- Direction artistique : Craig Sandells
- Décors : Bill MacInnis
- Costumes : Patricia J. Henderson
- Photographie : Bengt Jonsson
- Son :
- Montage : David Brooks
- Musique : David Buckley
- Producteurs : Paul Brooks (en), Peter Safran et Sarah Pineau (Eva Alexander)
- Sociétés de production : Buffalo Gal Pictures, Gold Circle Films et The Safran Company
- Société de distribution :  IFC
- Pays de production :  États-Unis,  Canada
- Langue : Anglais
- Format : Couleurs - 35mm - 1.85:1  -
- Genre : Film d'horreur
- Durée : 90 minutes      -  Durée du DVD 86'
- Dates de sortie : 
  - Italie : 17 février 2012
  - États-Unis : : 6 avril 2012
- interdit aux moins de 12 ans

## Distribution
- Alice Eve : Emily
- Josh Peck (VF : Alexis Tomassian) : Corey
- Brian Geraghty (VF : Alexandre Gillet) : David
- Steve Nagribianko : BGP
- Aaron Hughes : un veilleur de nuit
- Will Woytowich : le sergent de police